# 상처 이야기
《상처 이야기》(傷物語 키즈모노가타리[*])는 일본의 소설가 니시오 이신의 소설이다. 〈코요미 뱀프〉가 수록되어 있으며 《이야기 시리즈》 제2탄으로 고단샤에서 발매되었다. 일러스트는 VOFAN이 담당하고있다. 전작(前作) 괴물 이야기의 후속작으로 시간적으로는 이야기 시리즈의 발단의 사건이며 주인공인 아라라기 코요미와 키스샷·아세로라오리온·하트언더블레이드(KissShot Acerolaorion HeartUnderBlade / 오시노 시노부)와의 만남의 이야기를 그렸다. 애니메이션 괴물 이야기에서 1화의 처음 1분 30초간 상처 이야기의 줄거리를 보여준다.

## 영화화
샤프트에서 극장판 애니메이션으로 2012년 하반기에 개봉한다고 발표했으나 2013년 상반기로 연기되었다. 그러나 2014년에도 개봉 시기가 확정되지 않은채 공개가 무기한 연기된 상태였다가, 2015년 10월 4일 자정, 애니메이션 오와리모노가타리 1화의 방송 후에 전 3부작으로 제작된 것이 공식 홈페이지에서 개봉일 등의 정보와 함께 발표되었다. 「I 철혈편」은 2016년 1월 8일에 공개되었다. 「II 열혈편」과 「III 냉혈편」의 공개일은 미정이다.

### BD / DVD
| 권       | 발매일          | 규격품번     | 규격품번   | 규격품번   |
| 권       | 발매일          | BD 한정판    | BD 통상판  | DVD 통상판 |
| -------- | --------------- | ------------ | ---------- | ---------- |
| I 철혈편 | 2016년 7월 27일 | ANZX-12201/2 | ANSX-12201 | ANSB-12201 |